# Gymea, New South Wales

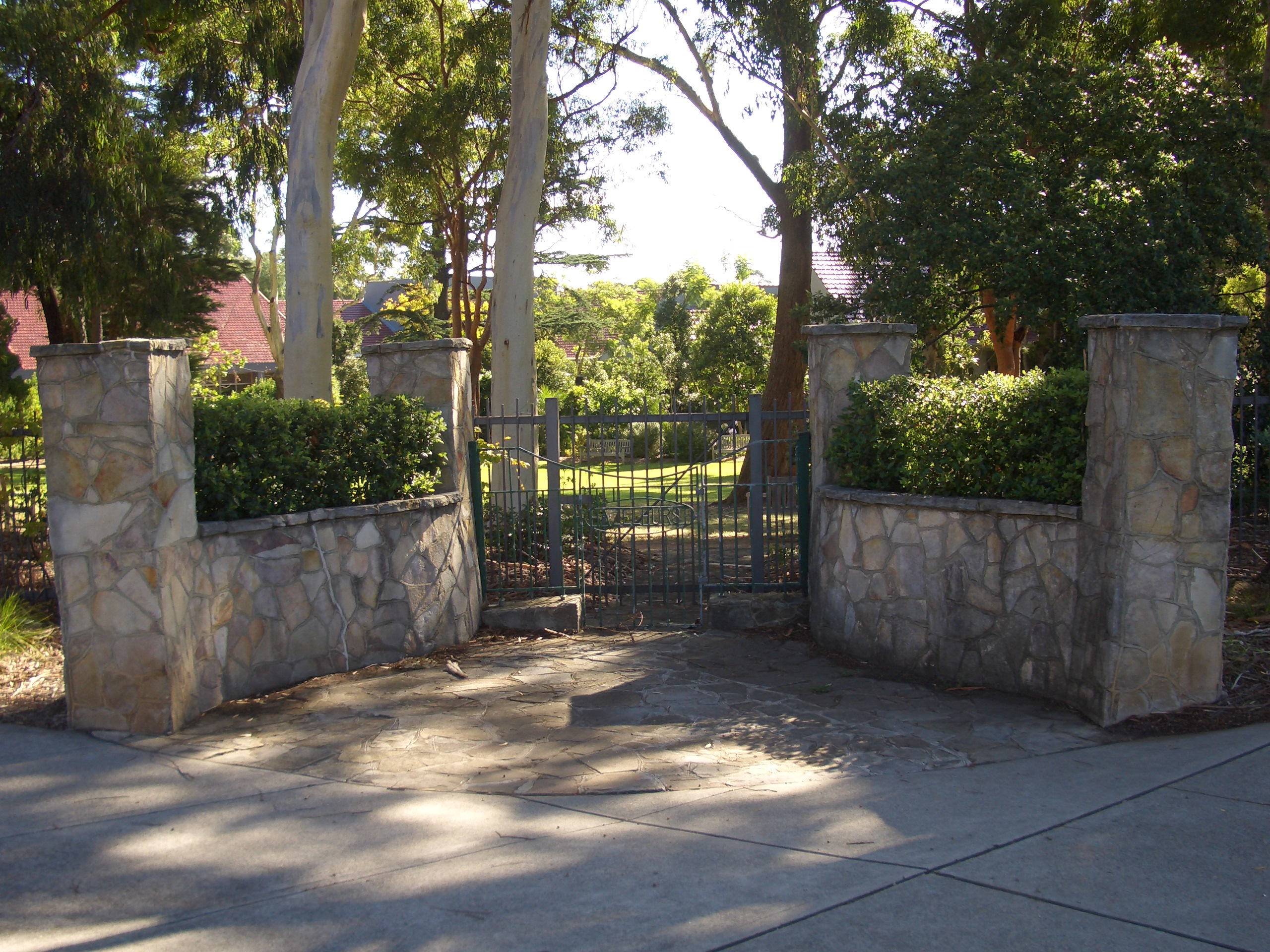
Gymea, Sydney

Gymea este o suburbie în Sydney, Australia.